# Phare de New Dorp
Le phare de New Dorp (en anglais : New Dorp Light), était un feu directionnel sur le Swash Channel dans la baie de New York, dans l'arrondissement de Staten Island (New York City-État de New York).
Il est inscrit au Registre national des lieux historiques depuis le 28 août 1973 sous le n° 73001260  et déclaré National Historic Landmark le 15 novembre 1967.

## Histoire
La balise originelle était un objectif de second ordre émettant un feu rouge fixe qui brillait à 59 mètres au-dessus du niveau de la mer. En 1891, la lumière fut changée en blanc fixe. En 1907, la source de lumière est passée de l'huile à la vapeur d'huile incandescente, ce qui amplifiait l'intensité de la lumière. En 1939, un objectif à distance du sixième ordre fut installé, montrant une lumière blanche fixe.
La maison-phare de New Dorp a été mis hors service en 1964. Le phare et le terrain ont été négligés et vandalisés pendant dix ans avant d'être vendus aux enchères à un résident de Staten Island qui a effectué d'importants travaux de restauration sur le phare, qui sert maintenant de résidence privée.
Identifiant : ARLHS : USA-537 .

### Lien connexe
- Liste des phares de l'État de New York